# لاكسمي ديكسيت
لاكسمي ديكسيت (من مواليد 1 يونيو 1990) هي إحدى الناشطات الهنود معروفة بحملاتها باسم "اوقفوا اعتداءات رش الحمض" ومضيفة تلفزيون. وهي إحدى الناجيات من الهجوم الحمضي وتتحدث عن حقوق ضحايا الهجوم الحمضي. تعرضت لاعتداءات رش الحمض في عام 2005 في سن ال 15، من قبل رجل يبلغ من العمر 32 عامًا يدعى غودا واسمه المستعار نعيم خان الذي رفضت أن تقرضة.    رويت قصتها، من بين آخرين، في سلسلة عن ضحايا اعتداءات رش الحمض من قِبل صحيفة هندوستان تايمز. كما دعت إلى مكافحة الهجمات بالأحماض من خلال جمع 27000 توقيع على التماس لخفض مبيعات الحمض، ورفع القضية إلى المحكمة العليا الهندية.  وقادت التماسها المحكمة العليا لكي تأمر الحكومات المركزية وحكومات الولايات بتنظيم بيع الحمض، ويسهل على البرلمان محاكمة الملاحقات الحمضية. 
هي مديرة مؤسسة شانف، وهي منظمة غير حكومية مكرسة لمساعدة الناجين من اعتداءات رش الحمض في الهند. حصلت لاكسمي على جائزة نساء الشجاعة الدولية لعام 2014 من قبل السيدة الأمريكية الأولى ميشيل أوباما.  وقد تم اختيارها أيضًا لجائزة أن دي تي في الهندية لهذا العام.

## النشأة
وُلدت لاكسمي ديكسيت في نيودلهي في عائلة من الطبقة المتوسطة. تعرضت لاكسمي للحمض عندما كانت في الخامسة عشرة من عمرها.

## الحياة المهنية
بدأت لاكسمي مسيرتها المهنية كحملة مع حملة أوقفوا اعتداءات رش الحمض. عملت كمنسقة للحملة في الأيام الأولى. قريبًا، أصبحت لاكسمي صوت الناجين من هجمات حمض في جميع أنحاء العالم. حصلت على العديد من الجوائز في الهند لعملها للحد من بيع الأحماض وإعادة تأهيل الناجين من الهجمات الحمضية من خلال مؤسستها.
اعتبارا من يونيو 2014 تُستضاف لاكسمي برنامج تلفزيوني، اودان، على نيو اكسبرس.

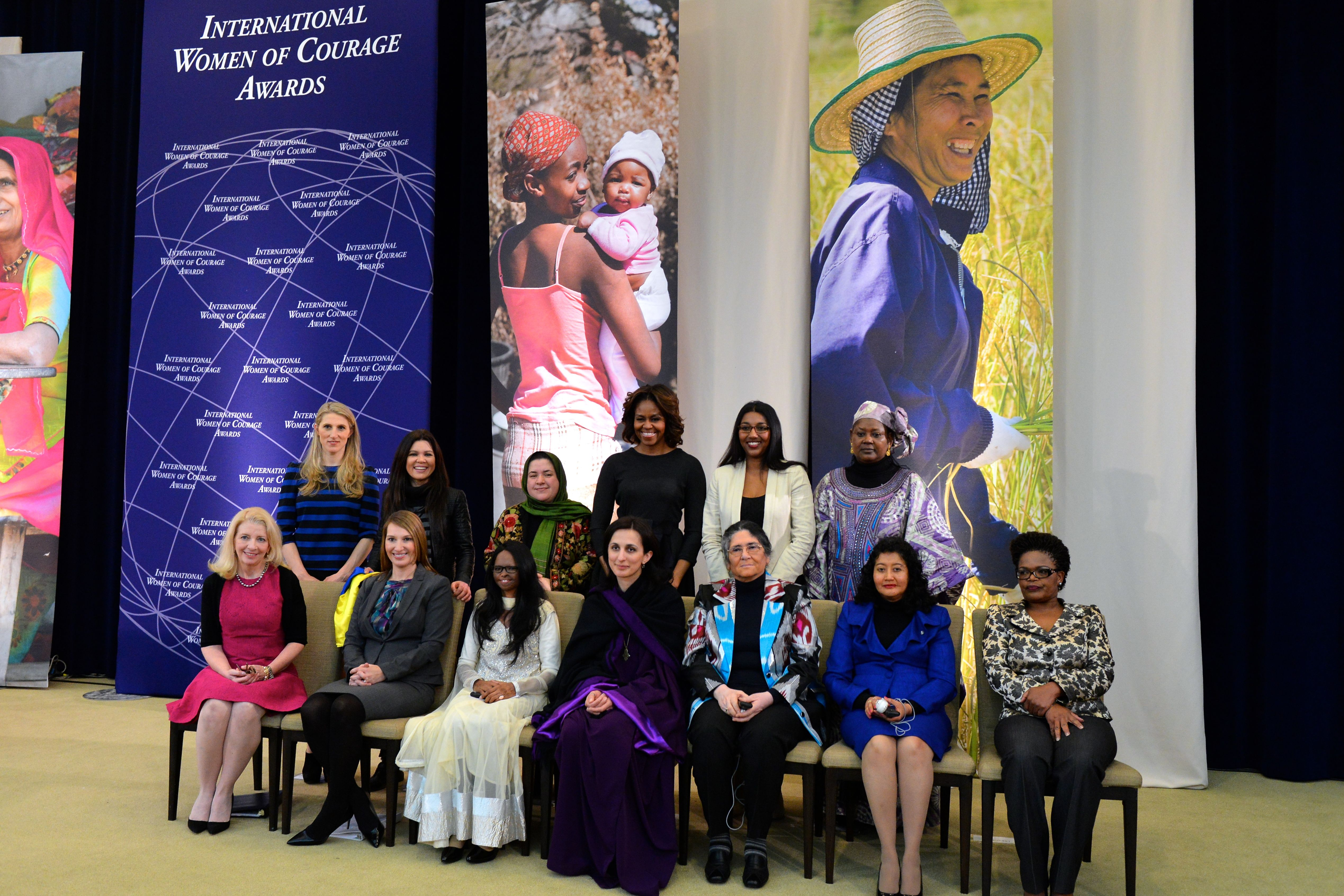
السيدة الأولى ميشيل أوباما، نائبة وزيرة الخارجية هيذر هيجينبوتوم، والسفيرة الأمريكية لدى الأمم المتحدة لشؤون قضايا المرأة العالمية كاثرين راسل تطرحان صورة فوتوغرافية مع الحاصلين على جائزة المرأة الدولية الشجاعة لعام 2014 في وزارة الخارجية الأمريكية في واشنطن العاصمة، 4 مارس 2014.

## دعاوى المصلحة العامة (PIL) في المحكمة العليا

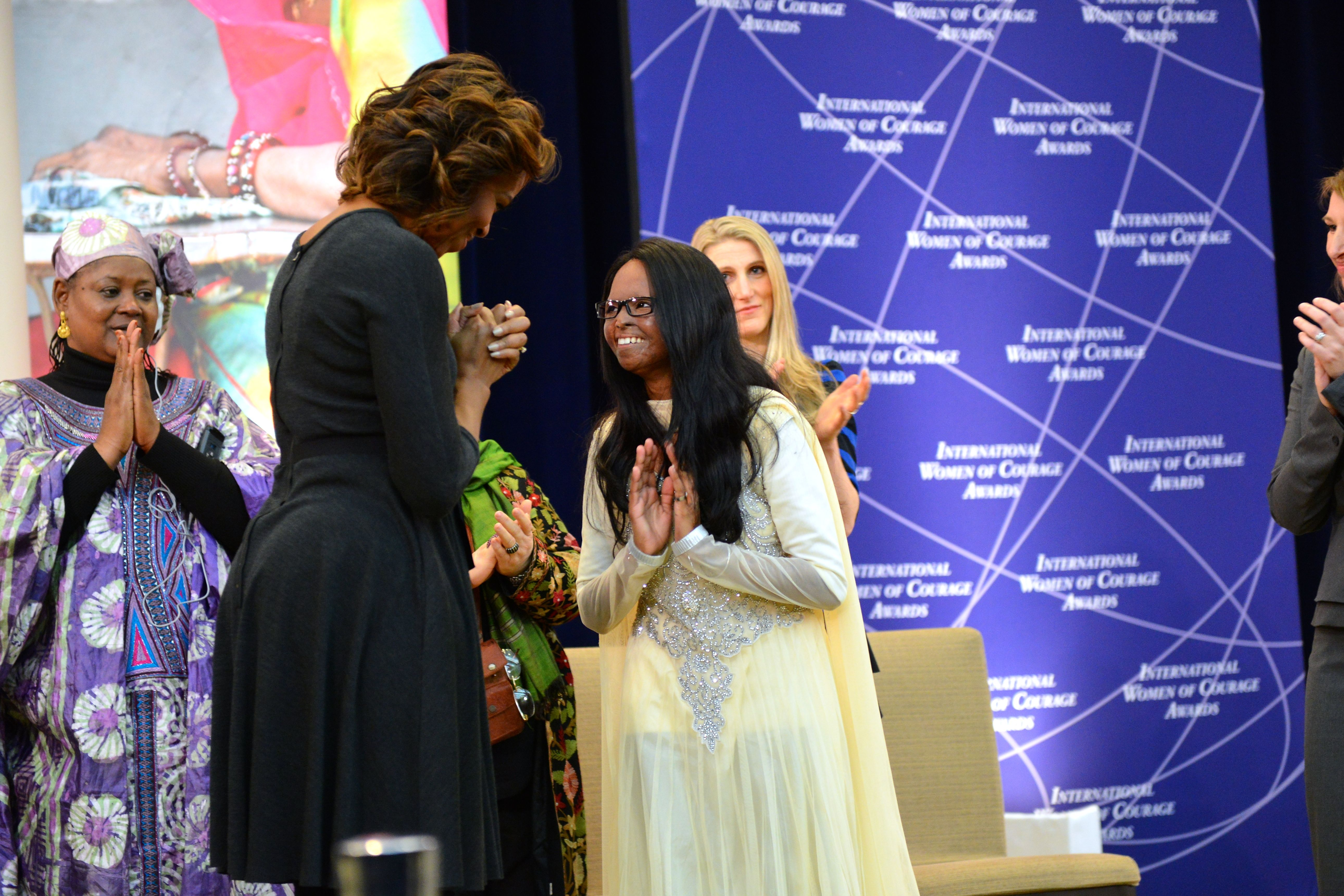
السيدة الأولى ميشيل أوباما تكرم لاكشمي، الحائزة على جائزة المرأة الشجاعة الدولية لعام 2014، وهي ناشطة في مجال وقف الهجمات الحمضية في الهند

كانت لاكسمي، الذي تشوه وجهها وأجزاء أخرى من جسمها في اعتداءات رش الحمض، قد تواصلت بـ خطوط المحيط الهادئ الدولية في عام 2006. وبعد ذلك هوجمت لاكسمي بالحمض على يد ثلاثة رجال بالقرب من طريق تَغلق في نيودلهي لأنها رفضت الزواج بأحدهم. وسعت منظمة خطوط المحيط الهادئ الدولية إلى وضع قانون جديد، أو تعديل القوانين الجنائية القائمة مثل التصنيف الدولي للبراءات، وقانون الأدلة الهندية، والمعاقبة الجنائية البوروندية (CRPC) للتعامل مع الجريمة، إلى جانب المطالبة بالتعويض. كما دعت إلى فرض حظر شامل على بيع الحمض، مستشهدة بعدد متزايد من حوادث مثل هذه الهجمات على النساء في جميع أنحاء البلاد.
وخلال جلسة استماع عقدت في أبريل، أكد المركز المحكمة العليا في الهند أنها ستعمل مع حكومات الولايات على صياغة خطة قبل الجلسة التالية في 9 يوليو. ومع ذلك، فشلت في القيام بذلك، مما أغضب المحكمة. ومع ذلك، عندما فشل المركز في وضع خطة، حذرت المحكمة العليا من أنها ستتدخل وتصدر الأوامر إذا فشلت الحكومة في وضع سياسة للحد من بيع الحمض من أجل منع الهجمات الكيميائية. وقال القاضي الذي يرأسه القاضي ر. ديها: «الجدية لا ترى من جانب الحكومة في معالجة القضية». وفي وقت سابق، في فبراير، كانت المحكمة قد وجهت للمركز الدعوة إلى عقد اجتماع لرؤساء الأمانات في جميع الولايات والأقاليم الاتحادية خلال ستة أسابيع لإجراء مناقشة حول سن قانون لتنظيم بيع الأحماض وسياسة للعلاج والتعويض والرعاية. إعادة تأهيل هؤلاء الضحايا.
وفي الوقت نفسه، في عام 2013، حكمت المحكمة العليا لصالح دعوى لاكسي وروبا، وبالتالي خلق مجموعة جديدة من القيود على بيع الحمض. بموجب اللوائح الجديدة، لا يمكن بيع حامض لأي فرد دون سن 18 عاما. واحد مطلوب أيضا لتأثيث بطاقة هوية صور قبل شراء حامض. تدعي لاكسمي أنه لم يتغير الكثير على الأرض، رغم كل الأنظمة. وقالت «الحمض متوافر بحرية في المتاجر. متطوعونا أنفسهم ذهبوا وشتروا حامضا بسهولة. في الحقيقة لقد اشتريت حمضيا». «لقد أطلقنا مبادرة جديدة تسمى» اطلاق النار على الحمض «. وبواسطة قانون الحق في المعلومات، نحاول الحصول على بيانات تتعلق ببيع الحمض في كل منطقة. وننوي تقديم المعلومات التي تم جمعها من خلال هذه المبادرة أمام المحكمة العليا لإطلاعهم على الوضع على الأرض».

## الحياة الشخصية
اعتبارًا من يناير 2014، تعشق الناشطة الاجتماعية ألوك دكسيت.  قرر كلاهما عدم الزواج وبدلا من ذلك أن يكونا على علاقة مباشرة. «قررنا العيش سويًا حتى نموت. لكننا نتحدى المجتمع بعدم الزواج. نحن لا نريد أن يأتي الناس إلى حفل زفافنا ويعلقون على مظهري. إن مظاهر العروس هي الأكثر أهمية بالنسبة للناس. لذلك قررنا عدم إجراء أي احتفال». قبلت عائلاتهم العلاقة وأيضا قرارهم بعدم الحصول على زواج شرفي. لديهم الآن ابنة تدعى بيهو.

## الإضراب عن الطعام والحملة ضد العنف الحمضي
بدأت لاكسمي، جنبًا إلى جنب مع الناجين من اعتداءات رش الحمض الأخرين إجراء إضرابًا عن الطعام مطالبين بالعدالة الفورية وإعادة التأهيل للناجين من الهجوم الحمضي.
أيضًا كتبت قصيدة تصف ما مرت به. 

## روابط خارجية
- لاكسمي ديكسيت على موقع IMDb (الإنجليزية)
- لاكسمي ديكسيت على موقع قاعدة بيانات الفيلم (الإنجليزية)